# بگذار باشد (فیلم ۱۹۷۰)
«بگذار باشد» (انگلیسی: Let It Be (1970 film)) فیلمی در ژانر مستند به کارگردانی مایکل لیندزی-هاگ است که در سال ۱۹۷۰ منتشر شد.

## بازیگران
- بیلی پرستون
- یوکو اونو
- جرج مارتین
- درک تیلور
- جرج هریسون
- جان لنون
- پل مک‌کارتنی
- رینگو استار
- مایکل لیندزی-هاگ